# William Michael Rossetti
William Michael Rossetti (ur. 25 września 1829 w Londynie zm. 5 lutego 1919 tamże) – angielski krytyk i pisarz. 
Brat Dante Gabriela Rossettiego i Christiny Rossetti. William Michael był jednym z założycieli Bractwa Prerafealitów i pisma The Germ. W 1874 ożenił się z córką malarza Forda Madoxa Browna Emmą Lucy. W 1904 wydał kompletne dzieła Christiny, a w 1911 spuściznę literacką Dante Gabriela Rossettiego. 
Był autorem wspomnień: 
- D.G. Rossetti: A Memoir with Family Letters (1850)
- Preraphaelite Letters and Diaries (1900)
- Ruskin, Rossetti, Preraphaelitism: Papers 1854–62 (1899).

Pisał też hasła biograficzne do Encyklopedii Brytyjskiej.